# 春夏秋冬 (漫画)
『春夏秋冬』（はるなつあきふゆ）は、蔵王大志と影木栄貴による日本の漫画作品。
『百合姉妹』（マガジン・マガジン）にて連載開始。同誌の休刊後は『コミック百合姫』（一迅社）に連載された。単行本は全1巻。単行本の初回限定版はドラマCD付きであり、2007年には続編「逆襲のアカズキンチャン」が市販されている。蔵王大志と影木栄貴の2人にとって、初の百合作品。原作は影木栄貴が、作画は蔵王大志が担当している。
2021年10月、本作の同人原稿や描きおろしが収録された完全版が刊行されている。

## あらすじ
聖テレジア女学院を舞台に夏姫×冬華、はるか×あきほの恋模様を描く。また同学院の教師、礼子×綾乃の高校時代もある。

## 登場人物
声の記述はドラマCD版。
白木はるか（しらき はるか）
声 - 田村ゆかり
自分自身に胸がない貧乳 (AA-65) のため、女子の胸を触るのが大好きな女子高生。聖テレジア女学院で1、2位を争う人気者である。
庄屋あきほ（しょうや あきほ）
声 - 新谷良子
父親の都合で転校してきた女子高生。転校初日、はるかに声をかけられる。はるかのことが好きなため、ほかの女子の胸を触る彼女に嫉妬している。
松坂夏姫（まつざか なつき）
声 - 川澄綾子
女に対して手を出すのが早い、別名「女オオカミ」。はるかと共に聖テレジア女学院で1、2位を争う人気者。小さいころに近所のお兄ちゃんにイタズラされて以来、男性恐怖症である。
高島冬華（たかしま ふゆか）
声 - 能登麻美子
昔の彼氏が強引に迫ったことで男性恐怖症になり、聖テレジア女学院に転校してきた女子高生。
礼子（れいこ）
声 - 川上とも子
聖テレジア女学院の卒業生で、現在は同学院の保健医。生徒たちのよき相談役でもある。
槙原綾乃（まきはら あやの）
声 - 那須めぐみ
聖テレジア女学院の卒業生で、現在は同学院の現代国語教師。夏姫と冬華の担任でもある。

## 書誌情報
- 蔵王大志（作画）・影木栄貴（原作） 『春夏秋冬』 一迅社〈百合姫コミックス〉、2007年5月1日初版発行（2007年4月18日発売）、ISBN 978-4-7580-7011-9 / 限定版 ISBN 978-4-7580-7012-6
- 蔵王大志（作画）・影木栄貴（原作） 『春夏秋冬 完全版』 一迅社〈百合姫コミックス〉、2021年10月14日発売[1][2]、ISBN 978-4-7580-2315-3